# Schleppzeiger

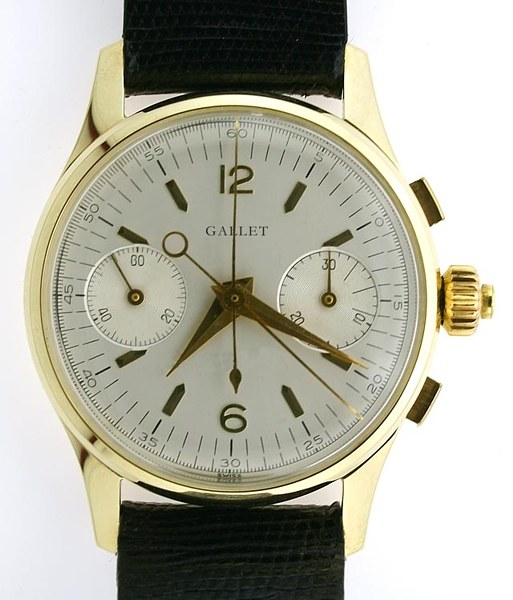
Uhr mit Schleppzeiger

Ein Schleppzeiger oder eine Rattrapante (von franz. rattraper ‚wieder einholen, einfangen‘) ist ein zweiter Sekundenzeiger bei mechanischen Chronographen und früheren genauen Stoppuhren. Der Uhrzeiger wird dabei mit dem „normalen“ Zeiger synchronisiert und so mitgeschleppt. Zum Stoppen der Zeit kann diese Synchronisation vom Benutzer unterbrochen werden, der Schleppzeiger verharrt dann auf der Stelle. So kann jede Zwischenzeit abgelesen werden, ohne das Uhrwerk anzuhalten.
Das Uhrwerk mit dem Namen Rattrapante – früher auch „Nachspringende Sekunde“ genannt – wurde im 18. Jahrhundert von Adolphe Nicole erfunden. Gegen 1880 entstanden Uhrwerke, bei denen die Doppelzeiger-Zange sichtbar über dem Uhrwerk lag. Erst später in den 1930er-Jahren konnte das Werk so weit verkleinert werden, dass es auch in Armbanduhrgehäuse eingebaut werden konnte.
1922 brachte Patek Philippe eine erste Rattrapante-Armbanduhr auf den Markt. Grundsätzlich können heute Schleppzeiger-Chronographen oder Rattrapante in zwei Gruppen unterteilt werden: Auf der einen Seite gibt es die Uhrwerke (Kaliber) aus eigener Manufakturwerkstatt und zum anderen solche, die auf dem ETA-Werk Valjoux 7750 basieren.
Die Gruppe der Manufakturwerke beginnt mit den Venus-Kalibern 179, 185, 189 und 190. 
Diese werden seit 1952 nicht mehr gebaut und haben den Schleppzeigerdrücker auf der Krone. 
Besonderheiten fertigte Paul Picot auf Basis des Kaliber 179, indem er die Mondphase auf der 6 und einem Jahreskalender integrierte. Die Uhrmanufaktur Franck Muller erweiterte das Kaliber 179 mit einer Mondphase auf der 3, ewigem Kalender und einem Tourbillon.
1992 wurde auf der Basler Uhrenmesse ein Schleppzeiger-Mechanismus auf der Basis des Kalibers ETA-Valjoux 7750, und somit als erstes Chronograph-Rattrapante-System mit automatischem Aufzug, vorgestellt. Heute ist dieses Kaliber immer noch die Basis vieler Rattrapante-Uhren. Neben einigen technischen Finessen unterscheiden sich die aufgebauten Uhrwerke vor allem durch die Schleppzeigerdrücker auf der 10 oder auf der 8.
Schleppzeiger werden ferner auch bei Zeigermesswerken beispielsweise von Thermometern, Hygrometern und Drehmomentschlüsseln verwendet. Hier werden die maximalen bzw. minimalen Messwerte festgehalten, während der Messzeiger den aktuellen Wert anzeigt. Auch mechanische Drehzahlmesser waren vielfach mit Schleppzeigern ausgerüstet, um die Maximaldrehzahl festzuhalten.
Vor der Entwicklung von Tauchcomputern Ende der 1980er Jahre hatte die Schleppzeigerfunktion besondere Bedeutung bei Tiefenmessern für (Sport)Taucher, indem dadurch die maximale Tiefe eines Tauchgangs festgehalten wurde. Dadurch konnte der Taucher mithilfe einer  Tauchtabelle etwa erforderliche Dekompressionsstopps zur Vermeidung der lebensgefährlichen Dekompressionskrankheit ermitteln.